# Reinhard Scherer

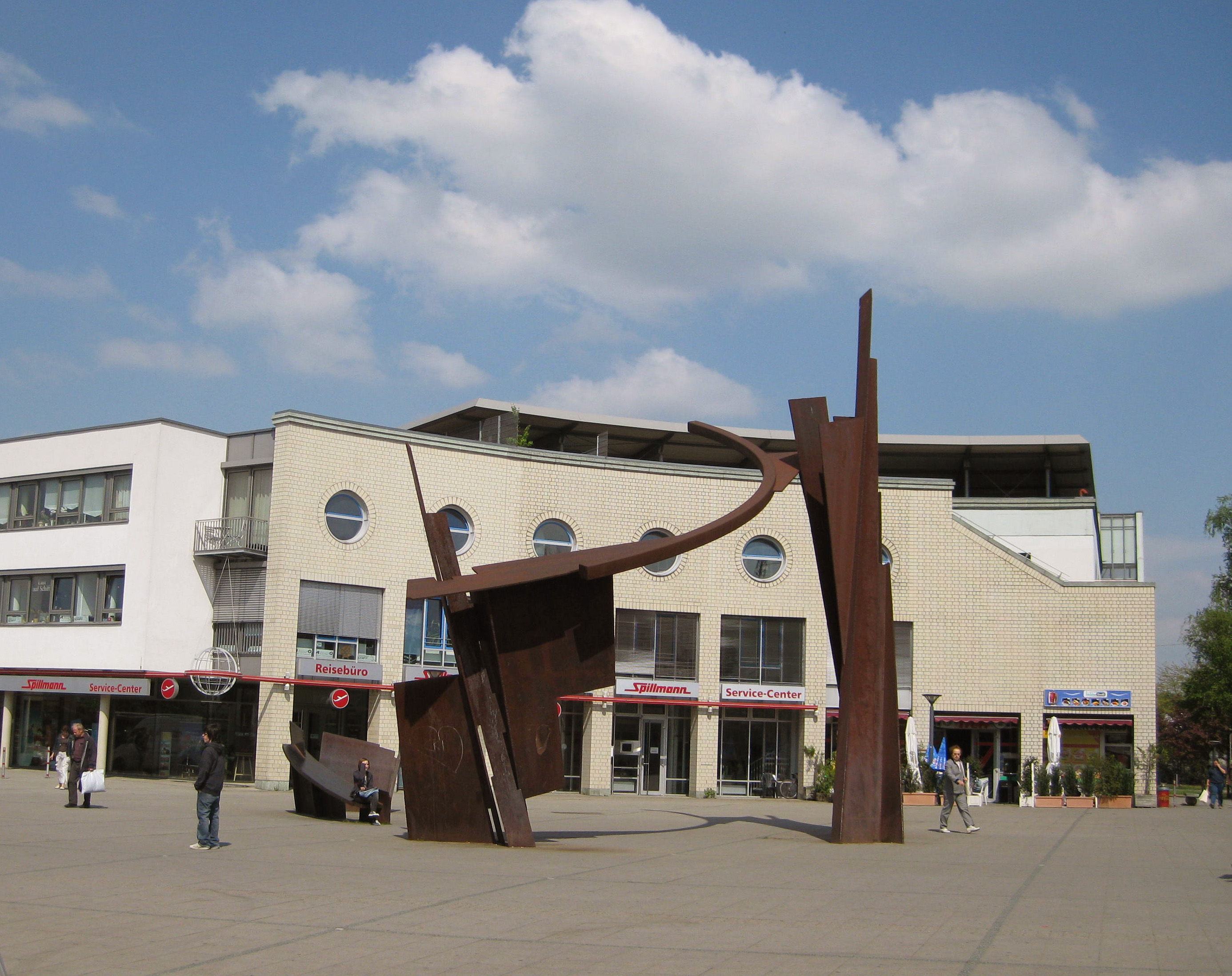
Brennpunkt, 1989, Bietigheim

Reinhard Scherer (* 1948 in Wangen im Allgäu) ist ein deutscher Bildhauer.

## Biografie
Von 1972 bis 1973 studierte Reinhard Scherer an der Freien Kunstschule Stuttgart, von 1973 bis 1977, Studium der Bildhauerei an der Akademie der Bildenden Künste Stuttgart bei Rudolf Hoflehner.
1980 erhielt er ein Stipendium der Kunststiftung Baden-Württemberg, 1983 ein Arbeitsstipendium der Casa Baldi in Olevano/Romano, Italien. Von 1987 bis 1988 hatte Scherer einen Lehrauftrag für Bildhauerei an der Fachhochschule für Gestaltung in Pforzheim. Seit 1976 beteiligt er sich an Wettbewerben und Realisierung von standortbezogenen Großskulpturen und Platzgestaltungen. 1992 nahm er am Internationalen Stahlbildhauer-Workshop Berlin teil, (Philip Morris Kunstförderung), 1996 am Bildhauersymposium Metzingen und 2000 am „II Simposio Internacional de Escultura, Ciudad de Empresarial 2000“, in Santiago de Chile.
Scherer fertigt konstruktivistische Großskulpturen aus Stahl und Platzgestaltungen.
Reinhard Scherer ist Mitglied im Künstlerbund Baden-Württemberg. Er arbeitet seit 1978 als freier Bildhauer und lebt seit 1990 in Alfdorf-Pfahlbronn.

## Skulpturen im öffentlichen Raum (Auswahl)
- 1979: Figur in Aktion, Kirchheim unter Teck[2]
- 1983: Große Rotierende, Stuttgart-Zuffenhausen
- 1984: Aufgeworfene Schatten, Sigmaringen
- 1985: Gegenseitig, Freiburg im Breisgau
- 1986: Lagerndes Gefüge, Eislingen
- 1987: Eskalation, Köln
- 1988: Brücke/Bug, Kehl
- 1988: Raumfassung, Stuttgart-Nord
- 1989: Mahnmal für die Opfer der nationalsozialistischen Gewaltherrschaft, Schorndorf[3]
- 1990: Struktur, Stuttgart-Vaihingen
- 1991: Brennpunkt, Bietigheim-Bissingen[4]
- 1992: Gestütztes Gefüge, Mannheim, Kulturmeile Mannheim
- 1993: Diametral, Pforzheim
- 1994: Balance II, Luxemburg
- 1995: Torturm, Schorndorf[5]
- 1996: Balance III, Wangen im Allgäu
- 1999: Gestütztes Gefüge III, Mühlacker
- 2000: Balance, Santiago de Chile
- 2006: Ort IV, Wangen im Allgäu

## Fotos (Auswahl)

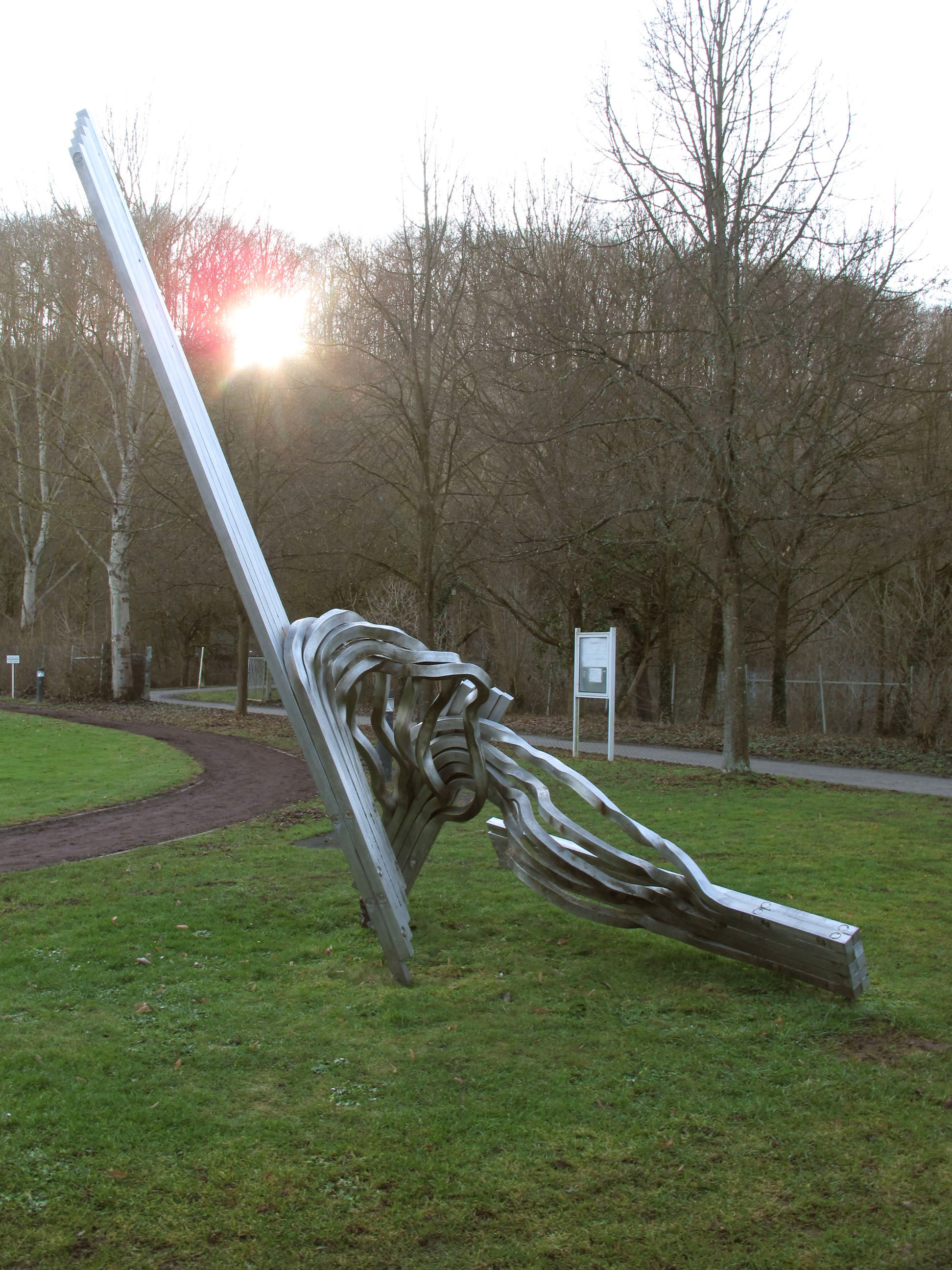
Aktion, 1979/80
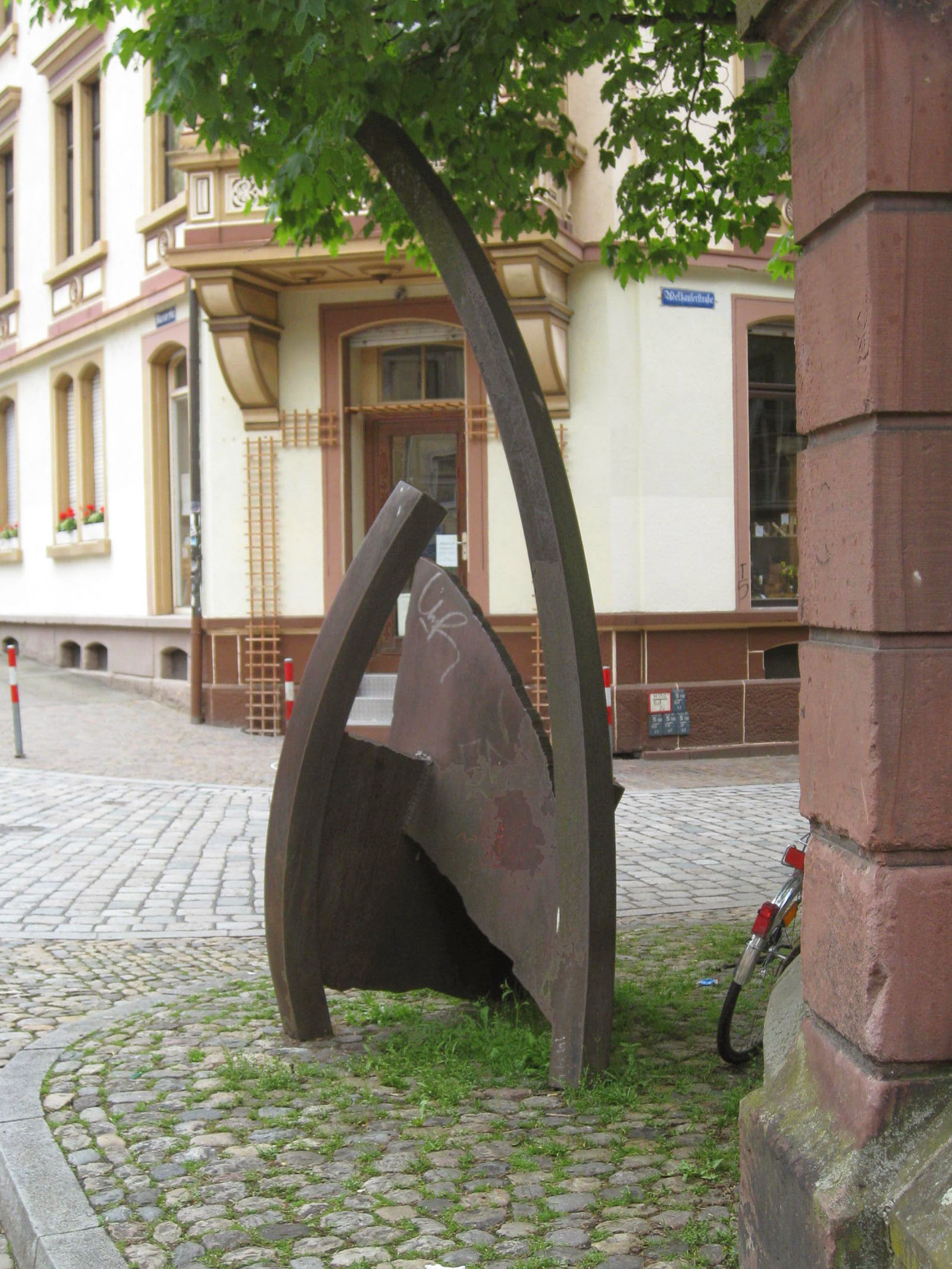
Gegenseitig, 1985
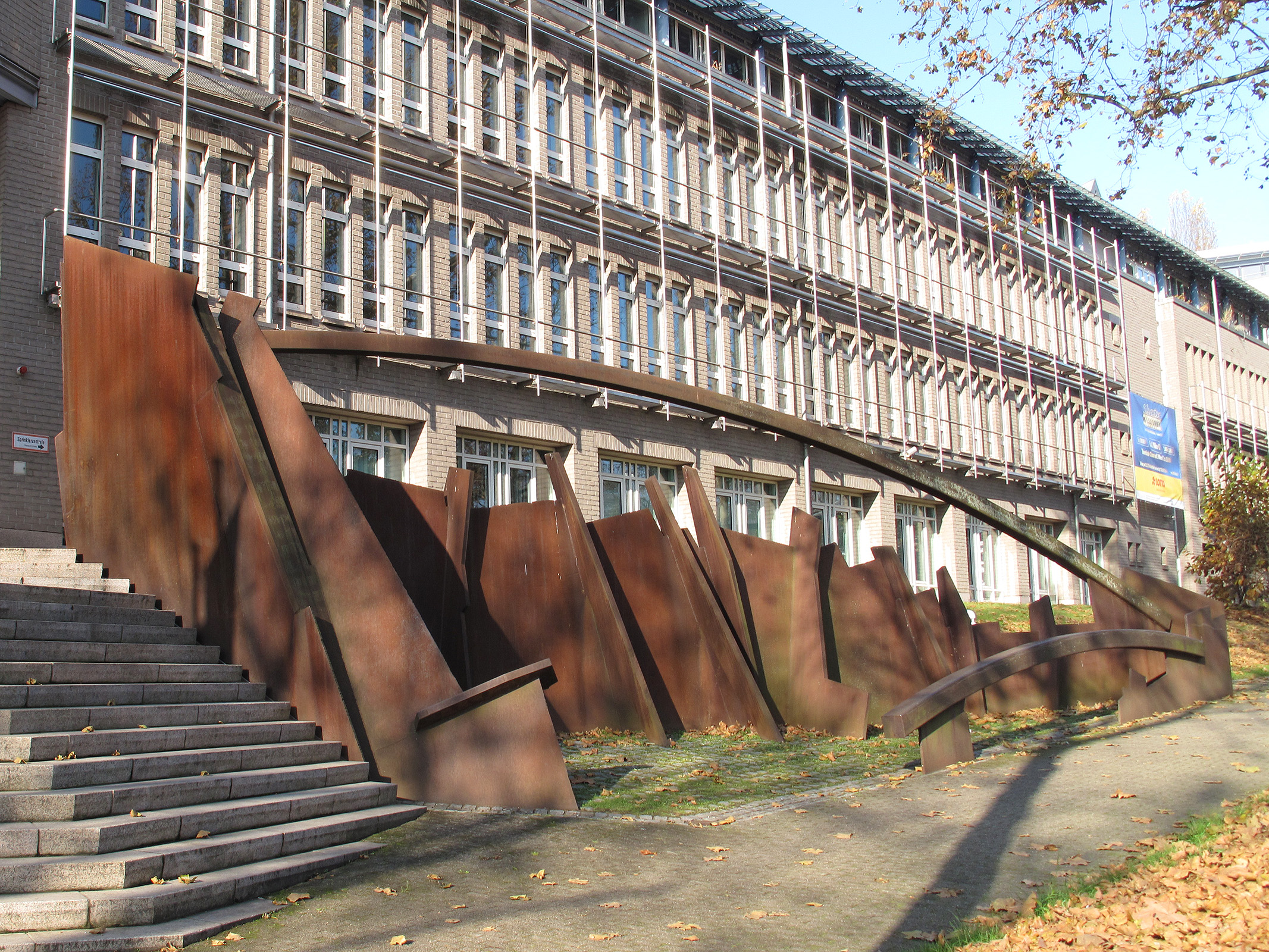
Raumfassung, 1988
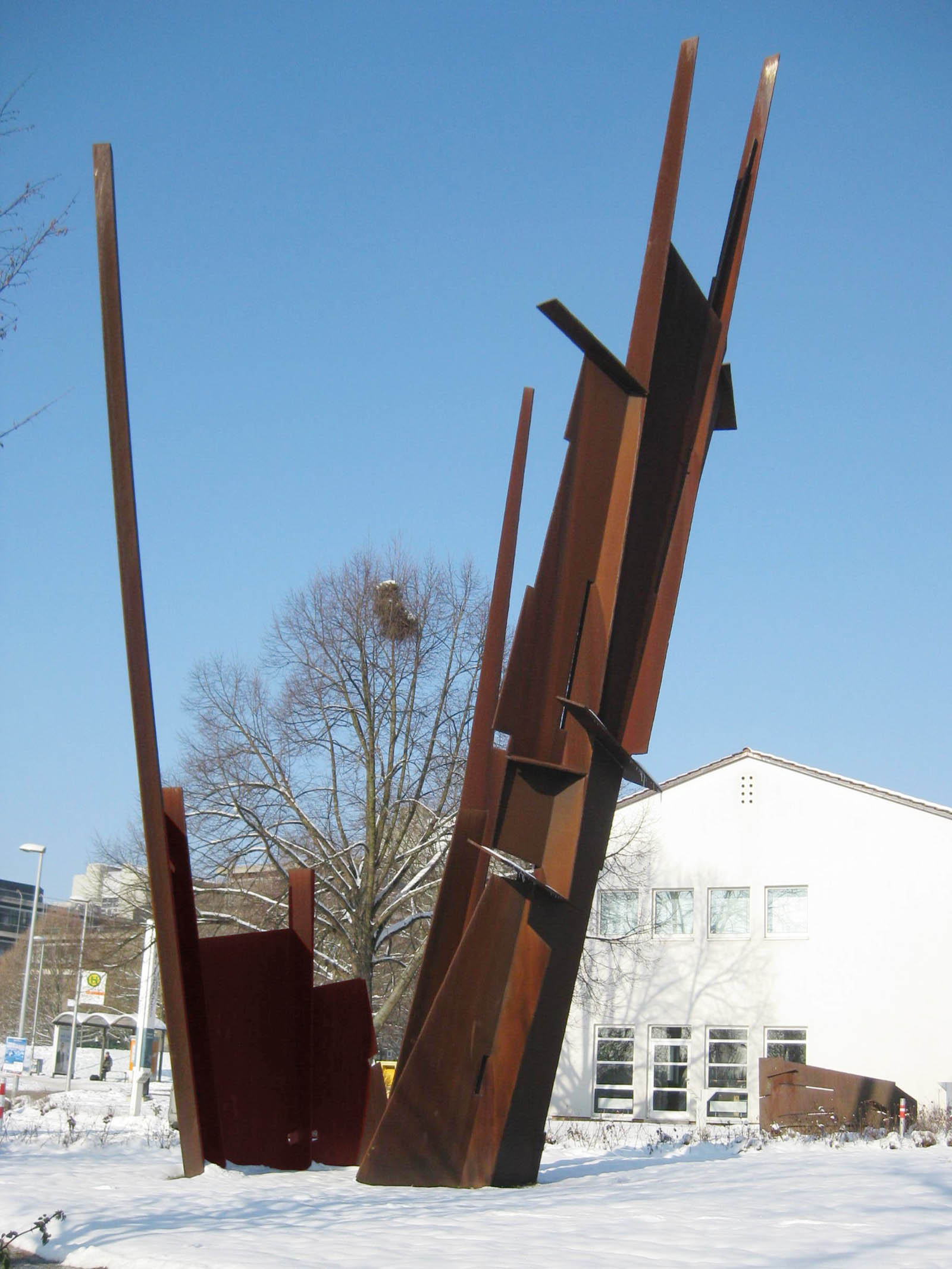
Struktur, 1989
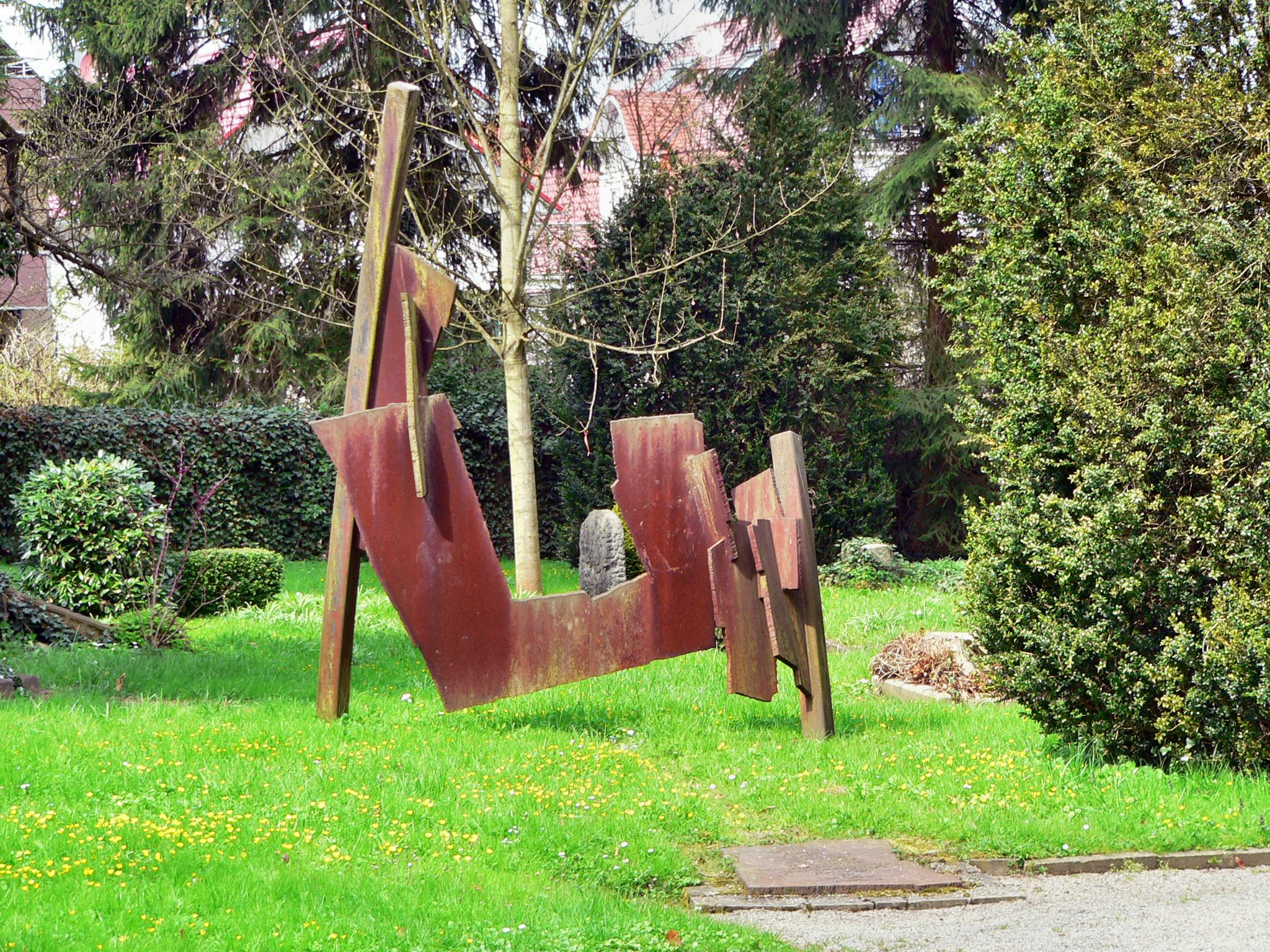
Mahnmal für die Opfer des NS-Regimes, 1989
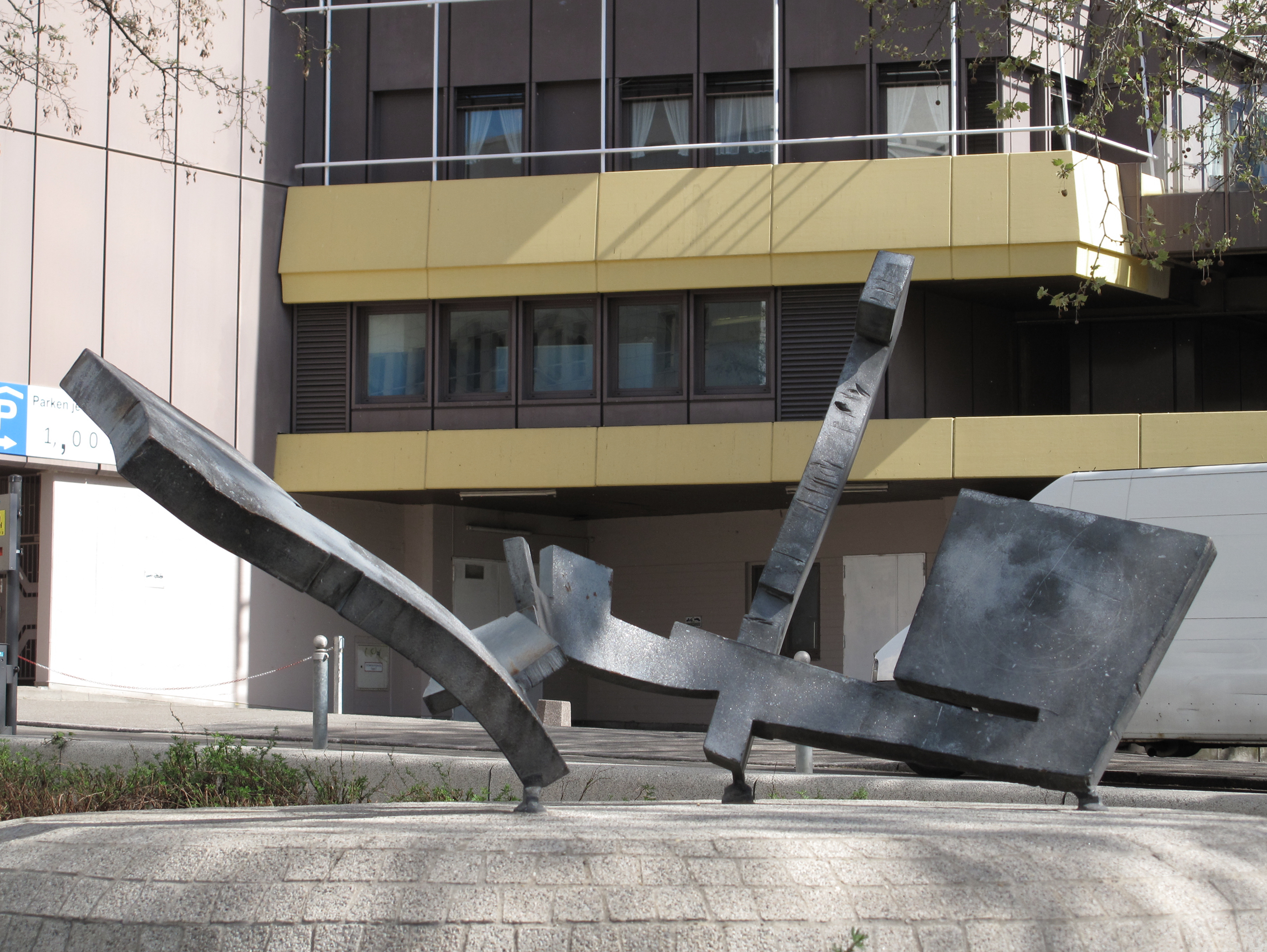
Diametral, 1993
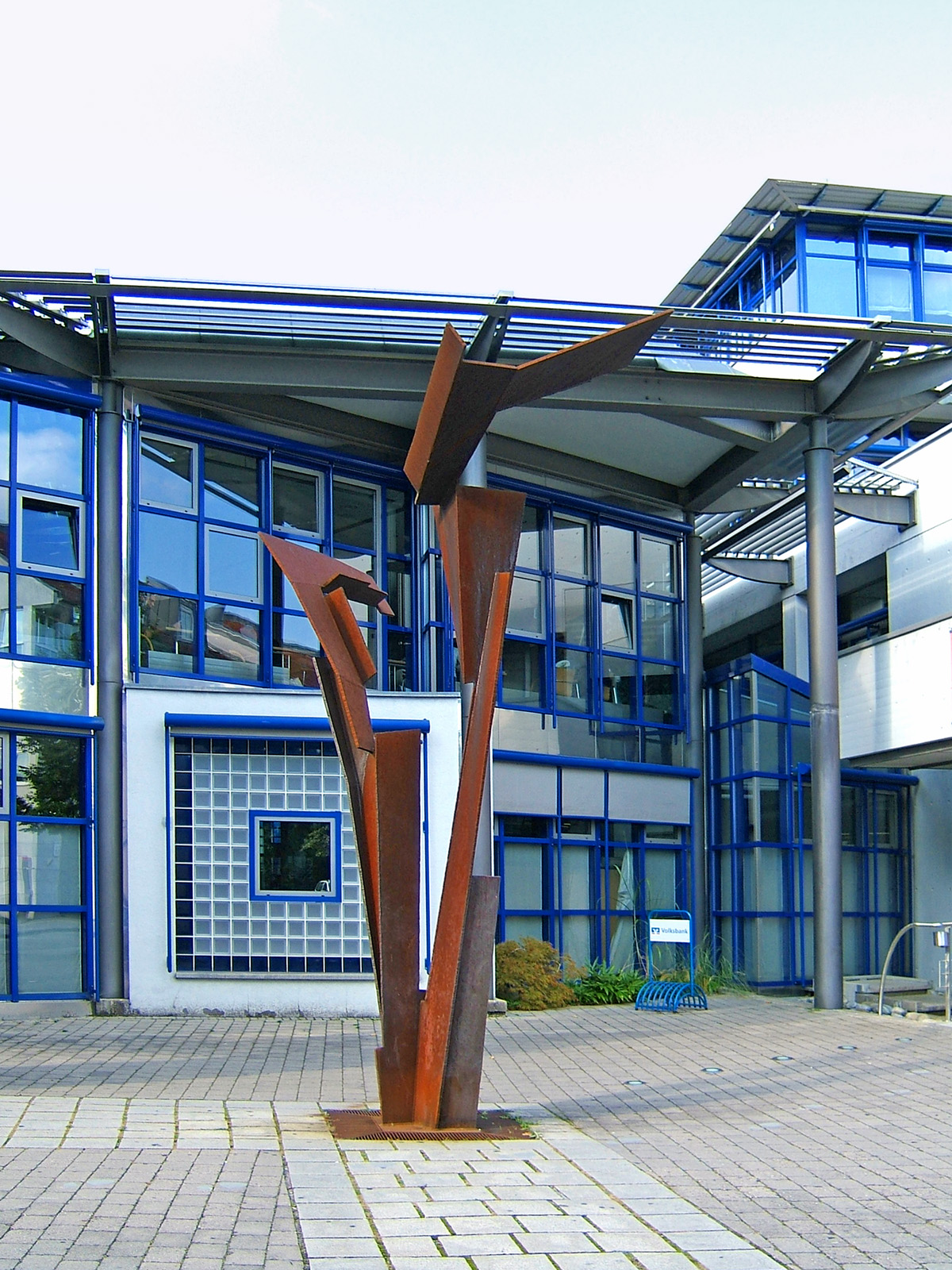
Torturm, 1995
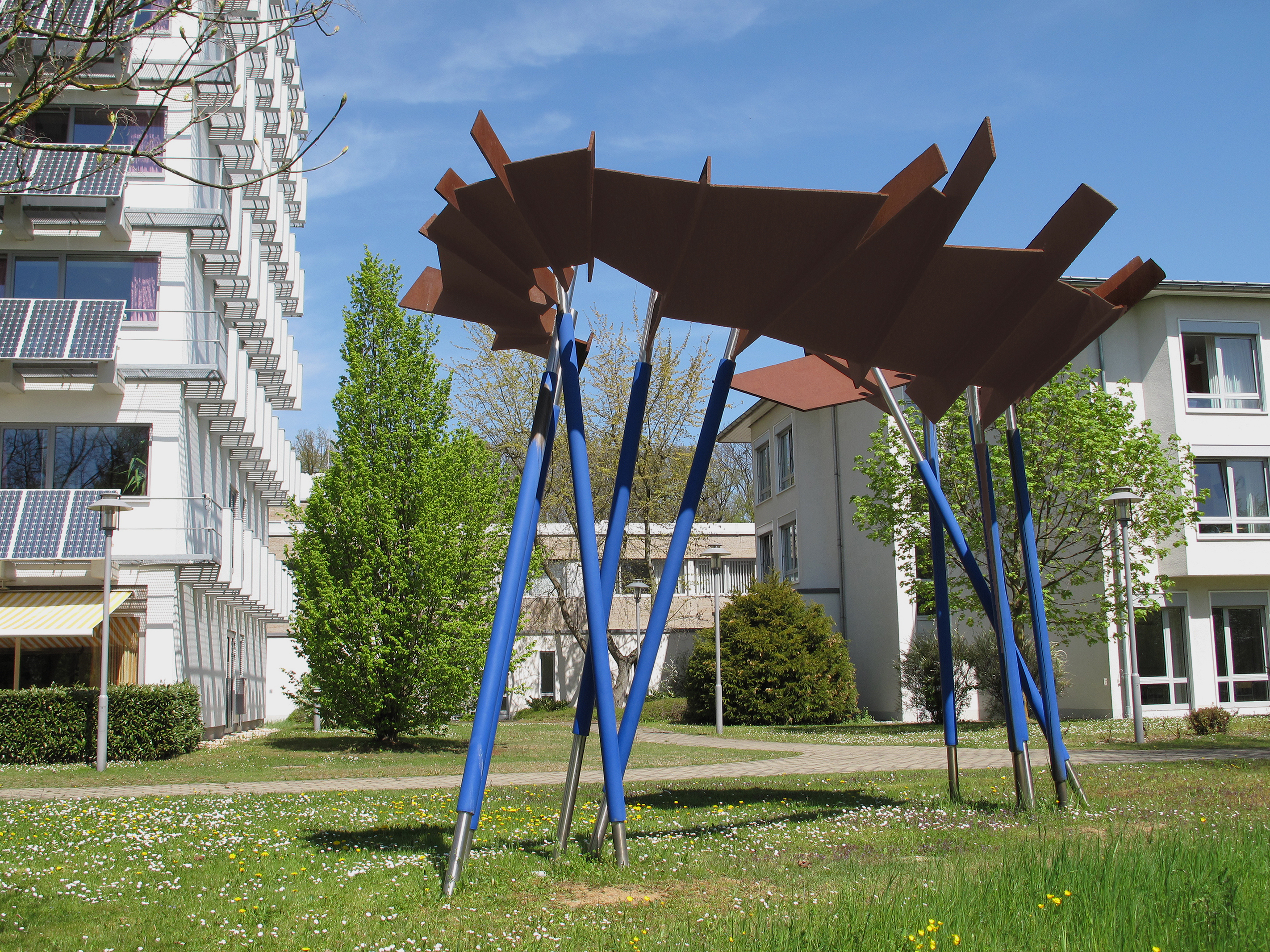
Gestütztes Gefüge, 1999
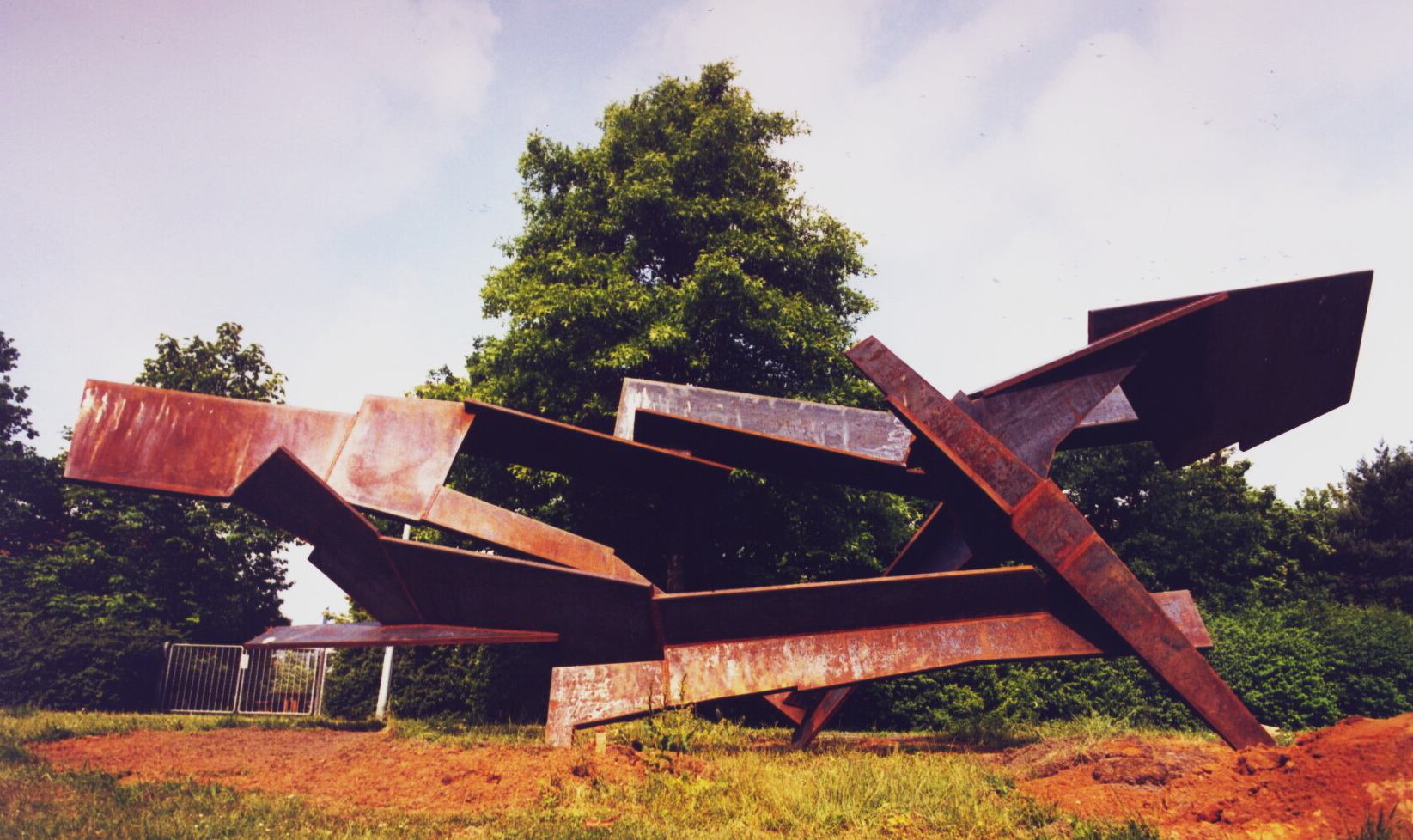
Diametral (1999), 99Standpunkte, Langenhagen (2000)
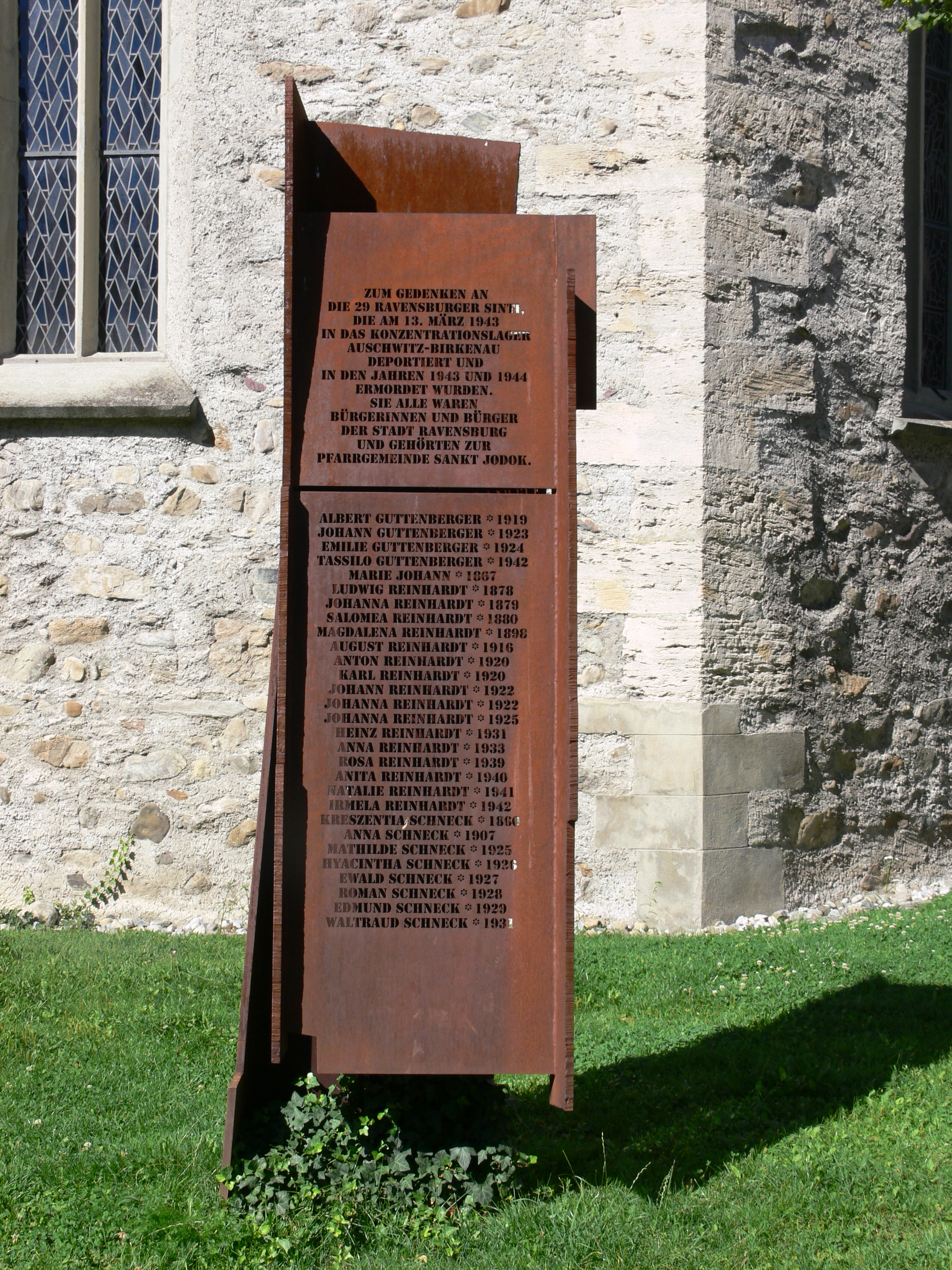
Mahnmal zum Gedenken an die 29 Ravensburger Sinti
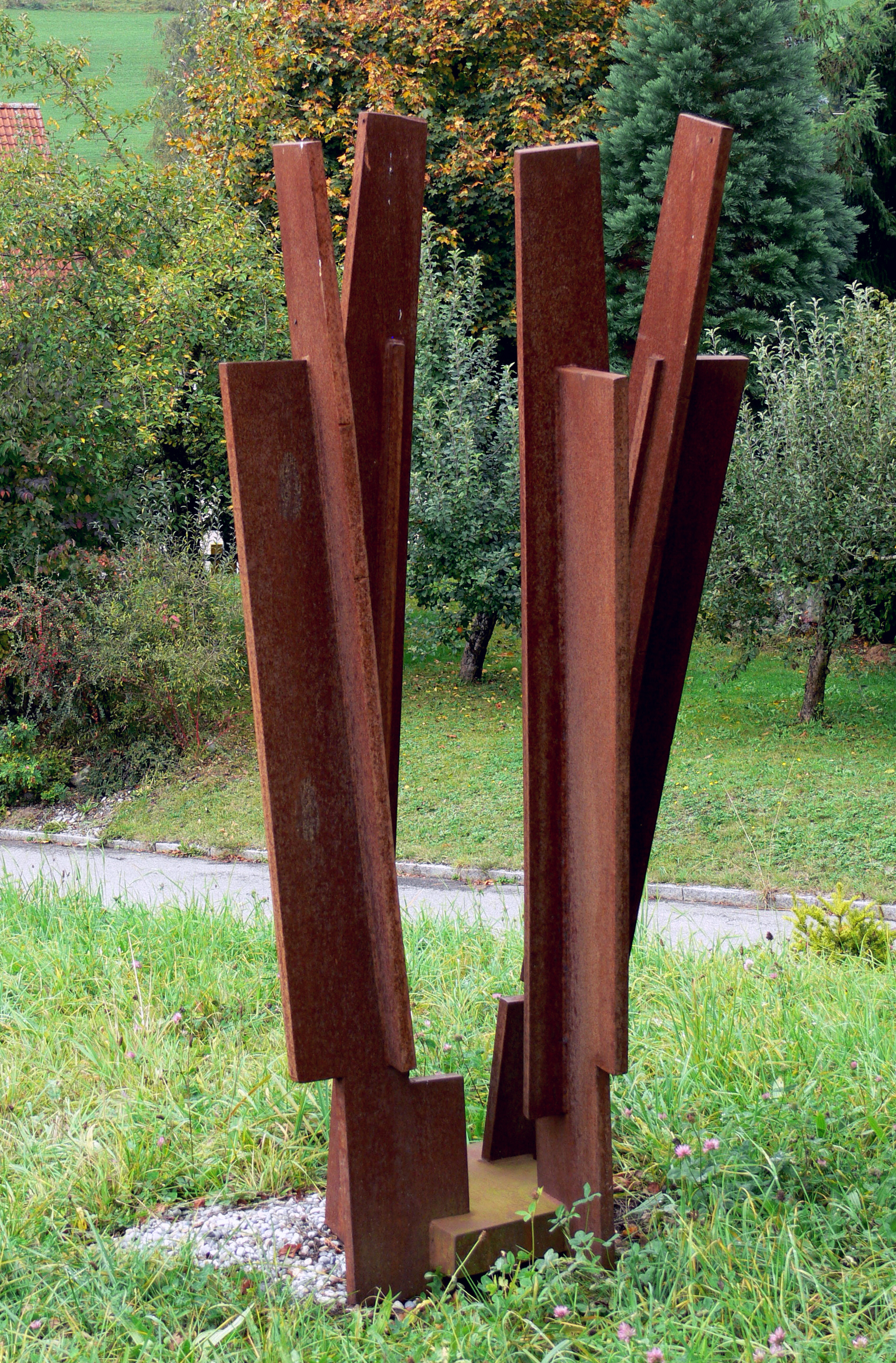
Ort IV, 2006